# Эрмитаж (ресторан)
Ресторан «Эрмитаж» или «Эрмитаж Оливье» — дореволюционный ресторан в Москве, работавший под руководством Люсьена Оливье, известного московского повара, создателя знаменитого салата оливье, который, по некоторым сведениям, был изобретён здесь же. Объект культурного наследия народов России — охраняется государством.

## История ресторана
Согласно московской легенде, сохранённой Гиляровским, ресторан первоначально был общим делом Оливье и московского купца Якова Пегова, которые познакомились из-за общей любви к нюхательному табаку.
После смерти Оливье в конце XIX века рестораном владело торговое товарищество «Эрмитаж Оливье».

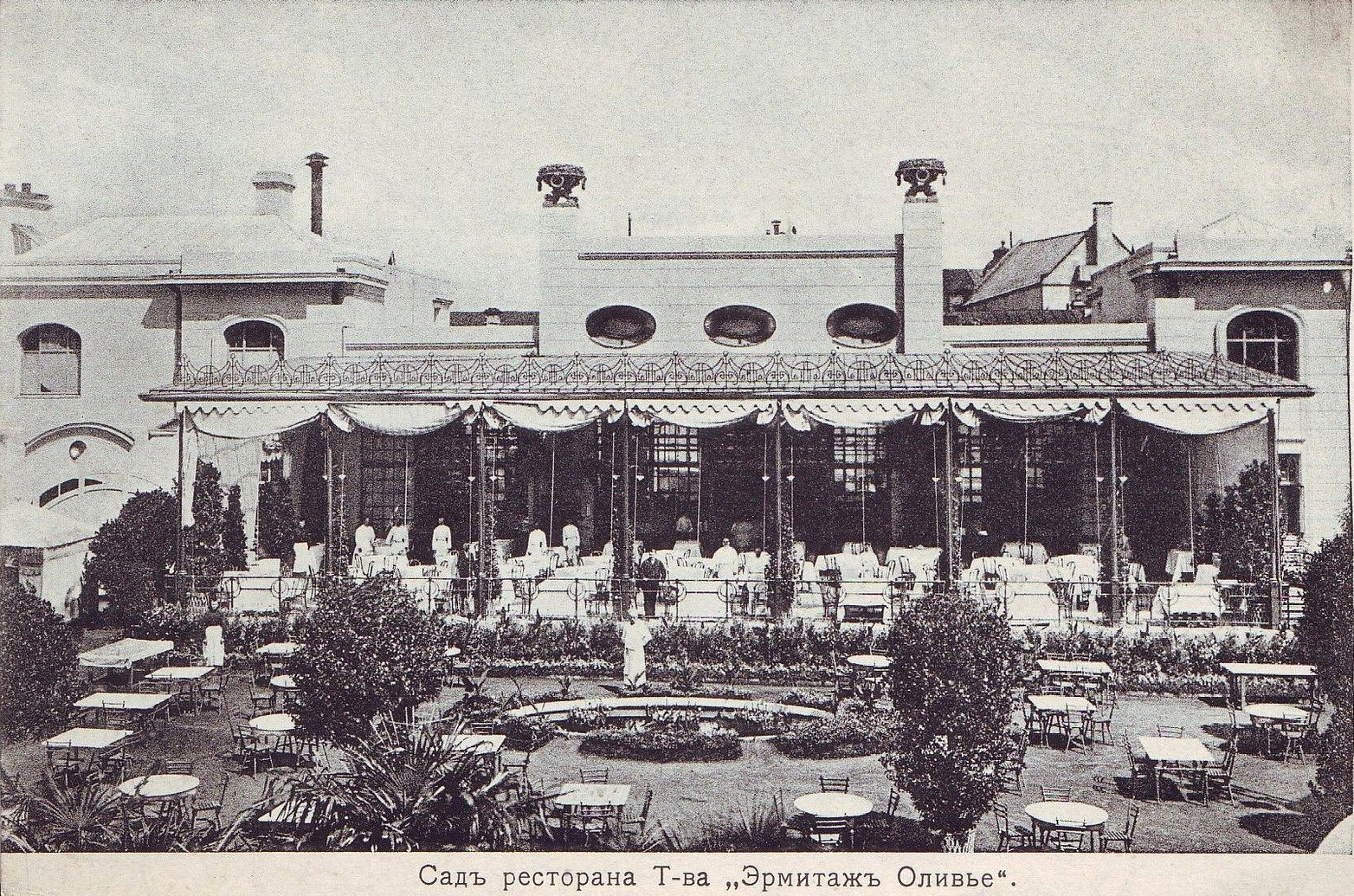
Сад ресторана т-ва «Эрмитаж Оливье». 1905—1908

По сути «Эрмитаж» был рестораном, работающим по образцу парижских. Однако он по-прежнему назывался «трактиром», что подчёркивалось одеждой официантов, которые назывались «половыми» и носили не фраки, а привычную москвичам одежду с белой рубашкой навыпуск. В подражание трактирам в зале располагалась также «машина» (механический орга́н).
Ресторан был открыт с 11 утра до 4 часов ночи. Еду приготавливали до 60 поваров. Выручка составляла 2 тысячи рублей в день (сравнимо с тогдашним бюджетом «богатого города»).
В конце XIX века «Эрмитаж» называли «государственным учреждением», «земским бытовым центром Москвы». Здесь собиралась вся московская знать, организовывались шикарные банкеты. П. Д. Боборыкин в шутку заявил, что в Москве есть лишь три культурных центра: Московский университет, Малый театр и ресторан «Эрмитаж». Ресторан славился своей изысканной кухней и богатством интерьеров.

Дворянство так и хлынуло в новый французский ресторан, где, кроме общих зал и кабинетов, был белый колонный зал, в котором можно было заказывать такие же обеды, какие делал Оливье в особняках у вельмож. На эти обеды также выписывались деликатесы из-за границы и лучшие вина с удостоверением, что этот коньяк из подвалов дворца Людовика XVI, и с надписью «Трианон»— В. Гиляровский «Москва и москвичи»

## Здание

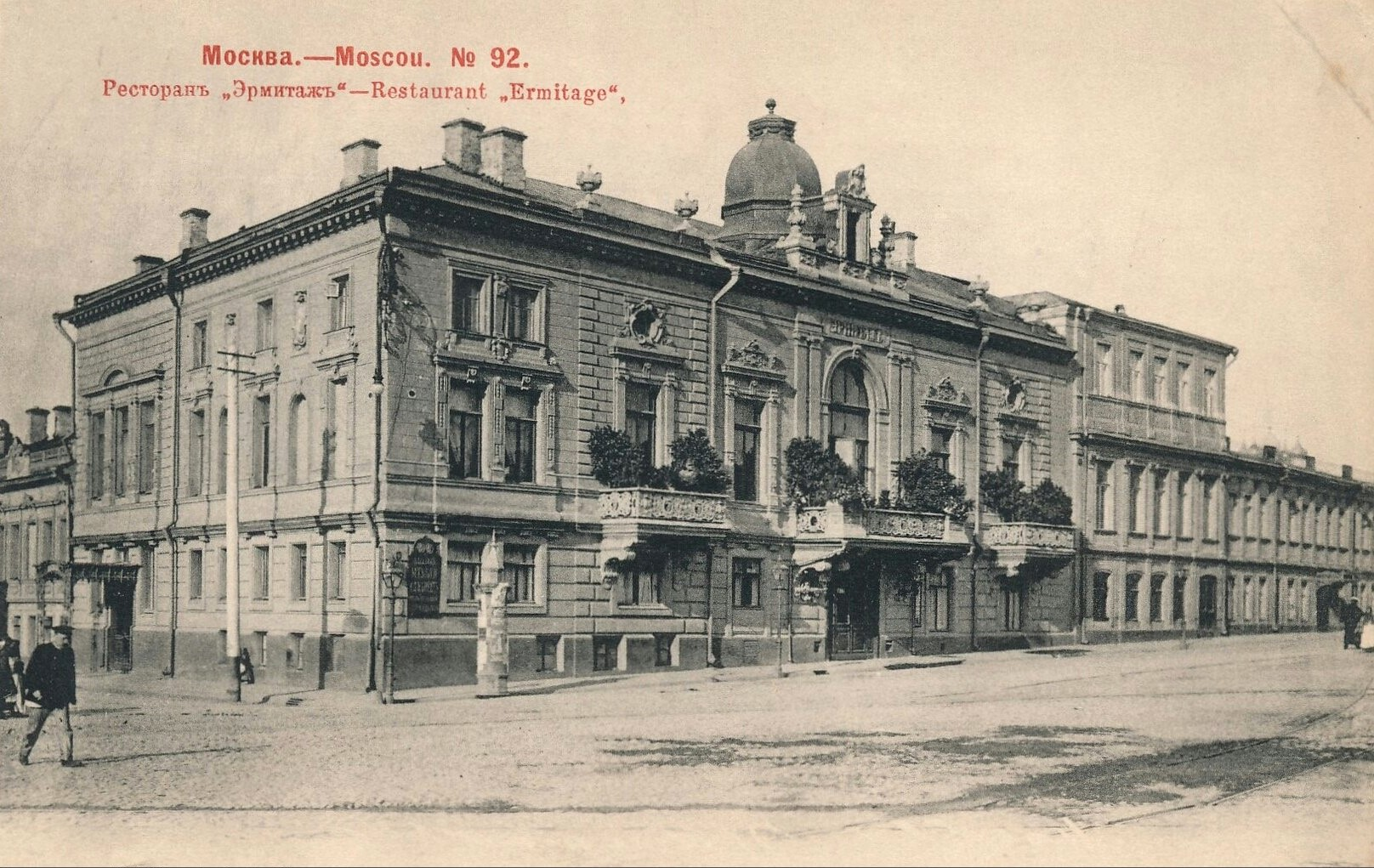
Здание ресторана «Эрмитаж», примерно 1900—1901 гг.

Здание ресторана построено в 1816 году и в нём уже тогда помещался трактир с гостиницей и банями, по некоторым источникам, с названием «Афонькин кабак».
В 1864 году по проекту архитектора Д. Н. Чичагова здание было перестроено . В 1888 году по проекту М. Н. Чичагова архитектор Н. И. Якунин осуществил к зданию некоторые пристройки. В начале XX века была осуществлена перестройка здания по проекту архитектора И. И. Бони. Ещё одну перестройку и пристройки к зданию осуществлял в 1912—1913 годах архитектор Ф. Н. Кольбе.
Отделка ресторана была эклектичной, от парадного большого зала «под мрамор» до помещений в восточном вкусе, которые давали понять «как бесцеремонна и явна» была распущенность нравов.
После Октябрьской революции 1917 года ресторан закрылся. Вскоре после революции в здании размещалась миссия Американской администрации помощи голодающим.
С 1923 года в этом здании разместился «Дом крестьянина» с общежитием и кинотеатром «Труд» на 450 мест. После Второй мировой войны в здании разместилось издательство «Высшая школа».
В 1989 году здание отдали Московскому театру «Школа современной пьесы».
3 ноября 2013 года в театре произошёл пожар. Под воздействием огня и противопожарных реагентов сильно пострадали угловой корпус строения 1, вестибюль (со стороны Неглинной улицы), парадная лестница главного входа (со стороны Петровского бульвара), двусветный зал бывшего ресторана, «Зимний сад» на 3-м этаже, служебные помещения театра. Сгорели деревянные балки перекрытий и дверные полотна, обрушился лепной декор.

### Современное состояние

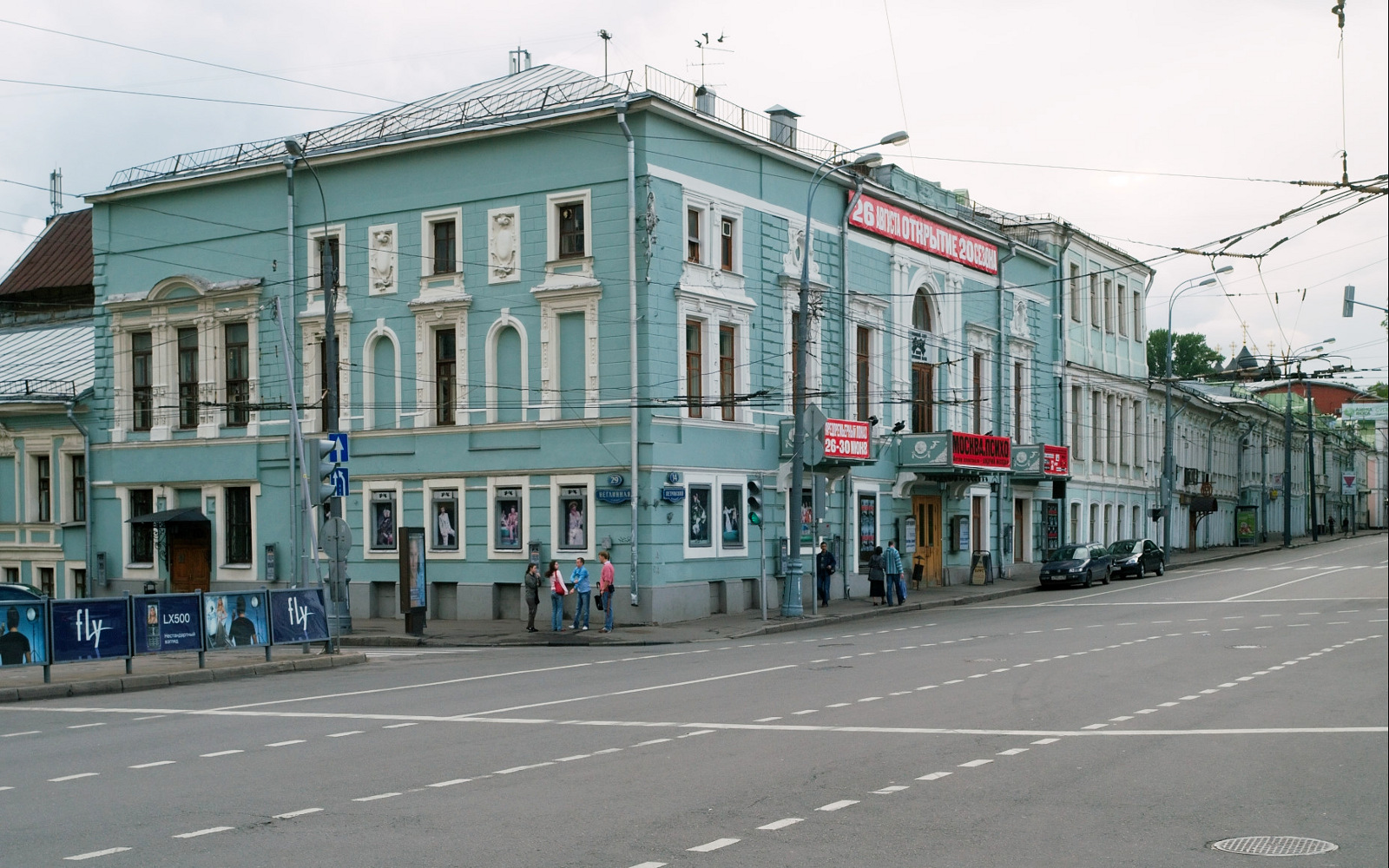
Бывшее здание ресторана, 2008 год

До лета 2015 года восстановительные работы в здании не велись, а администрация Москвы предоставила театру другое временное помещение. В июне 2015 года Мосгорнаследие выдало разрешение на противоаварийные работы. В апреле 2016 года Мосгорнаследие отклонило проект реставрации и приспособления. В конце 2016 года были объявлены итоги тендера и назван генподрядчик — ООО «Возрождение», которому предстояло в ближайшее время провести полный комплекс восстановительных работ. В начале 2017 года план реконструкции был утвержден Москомнаследием, после чего начались восстановительные работы, которые планировалось завершить в июле 2018 года.
В ноябре 2017 года Мосгосстройнадзор проверил ход работ. По результатам лабораторных исследований, проведённых ранее надзорным ведомством совместно с Центром экспертиз, исследований и испытаний в строительстве (ЦЭИИС), было выдано семь отрицательных заключений. Выявленные нарушения в основном касаются отклонений от проектной документации. На застройщика составлен протокол об административном правонарушении, выдано предписание с указанием сроков устранения замечаний. Реставрация исторического здания закончена в январе 2019 года.